# 三宅喜重
三宅 喜重（みやけ よししげ、1966年 - ）は、日本のテレビプロデューサー、ドラマ演出家、映画監督。
大阪府出身。大阪府立天王寺高等学校、京都大学卒業。関西テレビ放送の社員（1990年入局）であり、制作部に所属している。『阪急電車 片道15分の奇跡』で映画初監督。

## 作品

### 連続ドラマ
特記のないものは関西テレビで放送、演出担当。
- 白の条件（1994年）プロデューサー補
- いいひと。（1997年）演出助手
- 太陽がいっぱい（1998年）
- 傷だらけの女（1999年）プロデューサー
- 救急ハート治療室（1999年）
- イマジン（2000年）プロデューサー
- 神様のいたずら（2000年）プロデューサー
- 2001年のおとこ運（2001年）
- 傷だらけのラブソング（2001年10月9日 - 12月8日）プロデューサー
- 僕の生きる道（2003年1月7日 - 3月18日）
- ハコイリムスメ!（2003年10月 - 12月）プロデューサー
- 僕と彼女と彼女の生きる道（2004年1月6日 - 3月23日）
- アットホーム・ダッド（2004年4月13日 - 6月29日） [3]
  - アットホーム・ダッド スペシャル（2004年9月29日）
- マザー&ラヴァー（2004年10月5日 - 12月21日）
- みんな昔は子供だった（2005年1月 - 3月）
- がんばっていきまっしょい（2005年7月 - 9月）
- ブスの瞳に恋してる（2006年）
  - ブスの瞳に恋してる 恋の軌跡、愛の未来スペシャル〜初めてのクリスマス・エビちゃんの逆襲〜（2006年12月26日）
- 結婚できない男（2006年7月4日 - 9月19日）
  - まだ結婚できない男（2019年10月 - ）
- 僕の歩く道（2006年10月10日 - 12月19日）
- 牛に願いを Love&Farm（2007年7月3日 - 9月11日）
- あしたの、喜多善男 -世界一不運な男の、奇跡の11日間-（2008年1月 – 3月）
- トライアングル（2009年）
- 白い春（2009年4月14日 - 6月23日）
- まっすぐな男（2010年1月 - 3月）
- グッドライフ〜ありがとう、パパ。さよなら〜（2011年4月19日 - 6月28日）
- 37歳で医者になった僕〜研修医純情物語〜（2012年4月10日 - 6月19日）
- ブラック・プレジデント（2014年4月 - 6月）
- 銭の戦争 （2015年1月6日 - 3月）演出・プロデューサー
- サイレーン 刑事×彼女×完全悪女（2015年）プロデューサー
- 僕のヤバイ妻  （2016年4月 - 6月）演出
- 嘘の戦争（2017年1月 - ）演出・プロデューサー[4]
- FINAL CUT（2018年1月 - 3月）演出
- パーフェクトワールド（2019年4月 - 6月）演出
- 10の秘密（2020年1月 - 3月）演出・プロデューサー
- アバランチ（2021年10月 - 12月）演出
- 罠の戦争（2023年1月 - 3月）演出・プロデューサー
- モンスター（2024年10月 - 12月）演出
- 終幕のロンド -もう二度と、会えないあなたに-（2025年10月 - 〈予定〉）演出・プロデューサー

### 単発
特記のないものは関西テレビで放送、演出担当。
- 聖夜のドラマスペシャル「彼女たちのクリスマス 〜イブの旅立ち〜」（2002年12月24日）
- 関西テレビ放送開局50周年記念ドラマ「ありがとう、オカン」（2008年10月7日）
- レッスンズ（2011年11月27日）
- 関西テレビ55周年記念ドラマ「神様のベレー帽〜手塚治虫のブラック・ジャック創作秘話〜」（2013年9月24日）
- 関西テレビ開局60周年特別ドラマ「僕が笑うと」（2019年3月26日）

### 映画
- 阪急電車 片道15分の奇跡（2011年4月23日公開）
- 県庁おもてなし課（2013年5月11日公開）
- レインツリーの国（2015年11月21日公開）
- 映画 ボクの妻と結婚してください。（2016年11月5日公開）

### 配信ドラマ
- 阪急電車〜片道15分の奇跡〜 征史とユキの物語（2011年4月1日 - 4月29日、全5話、au「LISMOチャンネル）監督監修

## 受賞歴
- 第36回ザテレビジョンドラマアカデミー賞 監督賞（星護、佐藤祐市と共に）（『僕の生きる道』）
- 第50回ザテレビジョンドラマアカデミー賞 監督賞 (小松隆志、植田尚と共に) (『結婚できない男』) - 2006年[5][6]
- 平成23年度 文化庁芸術祭賞 テレビ・ドラマ部門大賞 - 『レッスンズ』
- 第3回沖縄国際映画祭（2011年）“Peace部門”海人（うみんちゅ）賞グランプリ および 審査員特別賞ゴールデンシーサー賞 - 『阪急電車 片道15分の奇跡』
- 第21回日本映画批評家大賞 新人監督賞 - 『阪急電車 片道15分の奇跡』